# P-51 мустанг
P-51 Мустанг (енгл. P-51 Mustang) је био амерички једносједи ловац и ловац-бомбардер из периода Другог свјетског рата, којег је прозводила фабрика Норт Америкен (North American). Укупно је израђено 15586 авиона, од којих је 7956 било P-51Д верзије. По многима ово је најбољи амерички ловац Другог свјетског рата, или најбољи на свим зараћеним странама.
Верзија авиона P-51 је P-82 Твин Мустанг, произвођен при крају рата спајањем два Мустанга са заједничким централним крилом.

## Развој
Конструисан по британском захтјеву 1940. године, прототип је користио мотор Алисон (Allison) од 1.100 КС. Због одличних особина на малим висинама коришћен је за нападе на циљеве на земљи, а специфична јуришна верзија са 4 топа од 20 mm је добила назив А-36А. Кад је авион добио мотор Ролс-Ројс Мерлин (Rolls-Royce Merlin), његове перформансе на висини су се тако побољшале да је добијен првокласни ловац, у верзији P-51Б.
Верзија P-51Д је увела чисту „капљичасту“ кабину са одличном видљивошћу, и ова верзија је највише произвођена до краја рата. Најбржа верзија је била P-51Х, са брзином од 784 Km/h.

## Технички опис
Авион P-51 (описан је тип авиона Р-51D, који је произведен у највећем броју примерака) је једноседи, нискокрилни, једнокрилац кога је покретао 12-то цилиндрични течношћу хлађени мотор V распореда цилиндара производње Packard - Rolls Royce. Пројектован првенствено као ловац, опремљен је да може да понесе бомбе, резервоар са хемикалијама или ракете. Поред интерних резервоара за гориво може да понесе екстерне резервоаре у циљу повећања долета. Авион је стандардно наоружан се 6 митраљеза калибра 12,7 mm. Пилот је био у блиндираној кабини заштићен од стрељачке ватре.
Труп авиона P-51D Мустанг је потпуно металне конструкције направљен од алуминијумских легура. Носећа структура трупа авиона је била полу монокок конструкција. Носач мотора је био направљен од челика. Између мотора и кабине пилота су се налазили резервоари расхладне течности, моторног уља капацитета 80 литара и хидрауличног уља. Главни резервоари за гориво су се налазили један у трупу авиона иза седишта пилота запремине од 246 до 322 литре (у зависности од типа авиона) и два у крилима. Сви унутрашњи резервоари су били самозаптивни. 
У трупу се налазила кабина са  једним седиштем. Кабина је била затворена, покривена аеродинамичким стакленим поклопцем у облику капље, односно балона, који је омогућавао добру прегледност околине авиона. Ветробран је био од вишеслојног непробојног стакла. Пилот је са свих страна био заштићен блиндираном облогом. Унутрашњост кабине је била опремљена системом за грејање, проветравање и системом за одмагљивање стаклених површина кабине. Поклопац кабине се отварао уназад (шибер поклопац) и служио је као врата за улазак пилота у кабину авиона. У кабину се улазило преко левог крила авиона на коме се налазио ногоступ премазан неклизајућим материјалом а на левој страни авиона испод поклопца кабине се налазио рукохват за кога се пилот хватао када се пење у авион. У случају опасности поклопац кабине се одбацује тако да пилот може неометано да напусти авион.
Авион је био опремљен радио станицом, свим потребним навигационим уређајима и инструментима за праћење рада мотора и лета авиона као и системом за кисеоник. За напајање свих ових уређаја и осветљавање инструмената и кабине, авион је био опремљен електричним системом који је производио струју напона 24V  и 100A.
Авион је био опремљен са течношћу хлађеним редним моторима са 12 цилиндара V распореда и турбопуњачем, Allison V-1710 снаге од 1.100 до 1.720 KS и моторима Packard-Merlin V-1650 А снаге од 1450 до 1685 KS, које је америчка фирма Packard производила по лиценци Rolls Royce. На вратила мотора су биле причвршћене трокраке или четворокраке металне вучне елиса Hamilton Standard Hidromatik са константном брзином. Пречник елисе је 3,4 m.
Крила су металне конструкције, конзолна и самоносећа, кутијастог типа са две рамењаче од дуралуминијума, трапезастог облика са одсеченим крајевима. Облога крила је од дуралуминијумског лима. Оса крила је нормална на осу трупа авиона а нападна и излазна ивица крила су закошене од трупа ка крајевима крила. Аеро профил који је коришћен на овом авиону је био NACA 45-100. За предњу рамењачу су причвршћене предње ноге стајног трапа а за другу покретни делови крила закрилца и еленори. Крила су релативно велике дебљине тако да у њих без проблема могу стати предње ноге стајног трапа, наоружање (по три митраљеза калибра 12,7 mm, са складиштем муниције у свако крило), извршни органи хидрауличног система за увлачење точкова и закрилца, по један резервоар за гориво запремине: лево крило 342,2 литре а десно крило 340,6 литре, фотомитраљез, рефлектори за ноћно слетање, позиционо свето на крајевима крила и сва хидро и електрична инсталација. Испод крила се налазе подвесни носачи на које се могу прикачити по два спољна одбацива резервоара за гориво запремине 283,9 или 416,39 литара. Уместо резервоара на подвесне носаче се могу монтирати по две бомбе тежине до 454 kg или до 10 HVAR ракета калибра 127 mm.
Вертикални и хоризонтални стабилизатори као и кормило правца и висине као носећу конструкцију имају металну конструкцију а облогу од алуминијумског лима. Трапезоидног су облика и имају доста велику површину што омогућава овом авиону стабилност у лету и велику маневарску моћ.
Стајни трап је имао класичан увлачећи стајни трап са два предња точка опремљена гумама ниског притиска (балон гуме) и гумени управљиви точак на репу авиона као трећу ослону тачку авиона, који се такође у току лета увлачио у труп авиона. Извлачење и увлачење точкова стајног трапа обављало се уз помоћ хидрауличних цилиндара.

## У борби
Првобитно коришћен као извиђач, јуришник и ловац-бомбардер, на европском и северно афричком ратишту. Са лиценцним мотором Пакард Мерлин (Packard Merlin) постао је одличан ловац и на већим висинама. Коришћен као ловац за праћење америчких бомбардера до Берлина и натраг, одлучио је ваздушни рат изнад Њемачке у корист савезника. 
Коришћен је као ловац и на пацифичком ратишту противу Јапана. После рата, војни вишкови, ових авиона су продати многим земљама па су коришћени у многим локалним ратовима. Ови авиони су у Индонезији коришћени све до 70-тих година двадесетог века. 
Када је почео Корејски рат, САД нису имале довољно новијих млазних авиона па су Мустанзи реактивирани и коришћени као ловци-бомбардери.

## Варијанте
- NA-73X - прототип, направљен 1 авион.
- XP-51 - прототип, направљено 2 авиона.
- Mustang Mk I - Направљен за РАФ у Инглвуду, Калифорнија, направљено 620 комада
- A-36 Apache - Бомбардер варијанта P-51; познат и као "Инвадер" или "Мустанг" 500 авиона.
- P-51 - Произведен у Инглвуду, Калифорнија, 93 су испоручени В. Британији на основу закона о "Зајму и најму", у РАФ-у означен као "Mustang Mk Ia". 57 је задржао USAAF и опремљен моторима Allison V-1710-39, направљено укупно 150 авиона.
- P-51A-NA - Произведен у Инглвуду, Калифорнја, 50 изнајмљено РАФ-у, означен као "Mustang Mk II" произведено 310 авиона.
- XP-51B - Прототип направљено 2 авиона.
- P-51B-NA - Произведен у Инглвуду, Калифорнија, Прва производна верзија опремљена Мерлин мотором. 308 означени у РАФ-у као "Mustang Mk III" ("зајму и најму"), укупно произведено 1.987 авиона.
- P-51C-NT - Први P-51 произведен у фабрици North American у Далас-у. Идентичан моделу P-51B. 636 су достављени РАФ-у као "Mustang Mk III" ("зајму и најму"), укупно произведено 1,750 авиона.
- XP-51D - Прототип P-51D направљено 3 авиона.
- P-51D-NA/-NT - Направљено је 6.600 у Инглевуду, 1.600 у Даласу, 100 растављених P-51D-NA су послати у Аустралију. 282 РАФ-у као "Mustang Mk IV" укупно произведено 8.200 авиона.
- XP-51F - Прототип лака верзија, направљено 3 авиона.
- XP-51G - Прототип лака верзија, петокрака елиса, направљено 2 авиона.
- P-51H-NA - Произведен у Инглвуду, Калифорнија, укупно произведено 555 авиона
- XP-51J - Прототип са Алисон-мотором, направљено 2 авиона.
- P-51K-NT - Пороизведен у Даласу, исти као P-51D опремљен са четвокраком елисом. 600 су достављени РАФ-у као "Mustang Mk III" ("зајму и најму"), укупно произведено 1.500 авиона.
- P-51M-NT - Исто као P-51H са V-1650-9A мотором са убризгавањем за операције ниског нивоа. Изграђена у Даласу; уговор касније отказан, направљен 1 авион.

## Карактеристике
- (P-51Д)
- Ловац
- Посада: Један пилот
- Први лет: 1940.
- Ушао у употребу: 1942.
- Произвођач: Норт Америкен (North American)
- Димензије
  - Дужина: 9.85 m
  - Размах: 11.28 m
  - Висина: 3.71 m
  - Површина крила: 21.65
- Масе
  - Празан: 	3232 Kg
  - Оптерећен: 	? Kg
  - Максимална полетна маса: 5262
- Погонска група
  - (P-51А)
    - Мотор: један, Алисон (Allison) В-1710 снаге 1325 КС (988 KW) са текућим хлађењем

  - (P-51Д)
    - један, Пакард Мерлин (Packard Merlin) В-1650 снаге 1490 КС са текућим хлађењем

## Перформансе
- (P-51Д)
- Максимална брзина: 704
- Долет: 3347
- Оперативни плафон: 12770
- Брзина уздизања: до 9145 m за 13 минута

## Наоружање
- Стрељачко: 
  - (А-36А), 4 топа 20 mm
  - (P-51А, Б), 4 митраљеза 12.7  Браунинг
  - (P-51Д), 6 митраљеза 12.7  Браунинг
- Бомбе:
  - 2 бомбе до 454
- Ракете:
  - до 6 ракета 127 mm ваздух-земља

## Корисници
| - Аргентина - Аустралија - Боливија - Канада - Кина - Костарика - Куба - Доминиканска Република - Ел Салвадор - Француска - Трећи рајх (заробљени) - Хаити - Гватемала - Хондурас - Индонезија - Израел - Италија (после рата) | - Јапан (заробљени) - Југославија - 1 авион P-51D крајем Другог светског рата. - Холандија - Никарагва - Нови Зеланд - Филипини - Пољска - Сомалија - Јужна Африка - Јужна Кореја - Република Кина - СССР - Шри Ланка - Шведска - Швајцарска - Уједињено Краљевство - Уругвај - Венецуела - Сједињене Америчке Државе |  |